# The Half Sisters
The Half Sisters est une série télévisée philippine diffusée entre le 9 juin 2014 et le 15 janvier 2016 sur GMA Network.

## Synopsis
Diana et Ashley sont des jumeaux très spéciaux et non identiques. Tous deux naissent sains et saufs, mais les circonstances en font un couple extrêmement rare: s'ils sont certes nés de la même mère, ces jumeaux ont en réalité un père différent.

## Distribution
- Barbie Forteza as Diana Mercado-Valdicañas
- Thea Tolentino as Ashley Mercado-Alcantara
- Derrick Monasterio as Sebastian «Baste» Castillo-Torres
- Andre Paras as Bradley Castillo
- Jean Garcia as Karina «Rina» Mercado-Alcantara / Valdicañas / Alexa Robbins
- Jomari Yllana as Benjamin «Benjie» Valdicañas / Tonyo / Noli delos Santos
- Ryan Eigenmann as Alfred Alcantara / Damon Sarmiento

## Diffusion
- GMA Network (2014-2016)
- GMA Pinoy TV (2014-2016) / GMA Life TV (2018-2019)